# L'Étoile du désert
L'Étoile du désert est une série de bande dessinée de western franco-belge créée par le scénariste Stephen Desberg et le dessinateur-coloriste Enrico Marini, éditée en album en 1996 chez Dargaud. En 2016, le scénariste la reprend avec le dessinateur Hugues Labiano et le coloriste Jérôme Maffre jusqu’en 2017.

## Description

### Synopsis
En 1879, Matt Montgomery, haut fonctionnaire du département de l’Intérieur à Washington, un soir, en rentrant chez lui, découvre avec stupeur sa femme et sa fille violées et massacrées. Sur la poitrine de sa fille est gravée une étoile au couteau, laissée par l’assassin. Il quitte sa ville pour lancer sa recherche, en traversant les Appalaches et le Midwest…

### Personnages
Matt MontgomeryUn haut fonctionnaire du ministère de l'intérieur qui venge sa femme et sa fille, violées et massacrées.
Jason CauldrayL’assassin, ce maître des lupanars.

## Publications
Premier cycle
- 1 Tome 1, Dargaud, mai 1996
Scénario : Stephen Desberg - Dessin et couleurs : Enrico Marini - (ISBN 2-88257-032-5)
- 2 Tome 2, Dargaud, novembre 1996
Scénario : Stephen Desberg - Dessin et couleurs : Enrico Marini - (ISBN 2-88257-036-8)

Second cycle
- 3 Tome 3, Dargaud, septembre 2016
Scénario : Stephen Desberg - Dessin : Hugues Labiano - Couleurs : Jérôme Maffre - (ISBN 978-2-505-06533-3)
- 4 Tome 4, Dargaud, octobre 2017
Scénario : Stephen Desberg - Dessin : Hugues Labiano - Couleurs : Jérôme Maffre - (ISBN 978-2-505-06904-1)

## Récompenses
- Festival d’Hyères 1996 : Betty Boop du meilleur graphisme pour le premier tome[1]
- Festival d'Angoulême 1997 : Prix des libraires de bande dessinée pour les deux tomes

## Liens connexes
- L'Étoile du désert sur Dargaud
- L'Étoile du désert sur BD Gest'